# كلاوس ماريا برانداور
کلاوس ماریا برانداور (بالألمانية: Klaus Maria Brandauer) ممثل ومخرج أفلام نمساوي ولد في 22 يونيو 1943. مثل في فيلم الخروج من إفريقيا و فاز بجائزة غولدن غلوب لأفضل ممثل مساعد وترشيح لجائزة الأوسكار لأفضل ممثل مساعد.

## روابط خارجية
- كلاوس ماريا برانداور على موقع IMDb (الإنجليزية)
- كلاوس ماريا برانداور على موقع مونزينجر (الألمانية)
- كلاوس ماريا برانداور على موقع ألو سيني (الفرنسية)
- كلاوس ماريا برانداور على موقع ميوزك برينز (الإنجليزية)
- كلاوس ماريا برانداور على موقع أول موفي (الإنجليزية)
- كلاوس ماريا برانداور على موقع قاعدة بيانات الأفلام السويدية (السويدية)
- كلاوس ماريا برانداور على موقع إن إن دي بي (الإنجليزية)
- كلاوس ماريا برانداور على موقع قاعدة بيانات الفيلم (الإنجليزية)
- كلاوس ماريا برانداور على موقع كينوبويسك (الروسية)